# Blue Ghost
Blue Ghost est un engin spatial de type atterrisseur développé par la société Firefly Aerospace pour déposer des charges utiles à la surface de la Lune dans le cadre du programme Artemis de l'agence spatiale américaine, la NASA.
Le développement de l'engin spatial ainsi que le lancement et la dépose de la charge utile sont l'entière responsabilité de Firefly Aerospace dans le cadre du programme Commercial Lunar Payload Services (CLPS). Ce dernier est mis en place par la NASA pour sous-traiter la logistique lunaire lourde associée à son projet d'installation d'une base semi-permanente à la surface de la Lune et réduire ainsi son coût.
Début 2025, la NASA avait sélectionné l'atterrisseur pour trois missions transportant des instruments scientifiques ou des équipements à tester en environnement réel. Le lancement de la première de celles-ci a lieu le 15 janvier 2025 et l’atterrisseur s'est posé dans le bassin lunaire de Mare Crisium le 2 mars 2025. La sonde est équipée d'un système de navigation NGC Aérospatiale, une entreprise sherbrookoise. L'atterrisseur emporte dix instruments scientifiques qui sont utilisés pour collecter des données sur les caractéristiques physiques et chimiques de la Lune durant 15 jours (durée de vie de l'atterrisseur).
Blue Ghost est un engin de plus de deux tonnes pouvant amener à la surface de la Lune une charge utile de 150 kg dont 100 kilogrammes réservés pour le programme Artemis. Il est propulsé par des moteurs brulant un mélange hypergolique de MMH et de peroxyde d'azote.

## Contexte

### La sociétéFirefly Aerospace
La société Firefly Space Systems est créée en 2014  dans la banlieue d'Austin au Texas dans le but de développer un micro-lanceur baptisé Firefly Alpha. Celui-ci présente la particularité d'utiliser une tuyère de type Aerospike au niveau de son premier étage. Firefly Alpha est conçu pour placer une charge utile de plus de 400 kg sur une orbite basse pour un coût de 8 millions $. La NASA choisit en 2015 de financer un vol d'essais avec l'objectif d'évaluer son utilisation pour la mise en orbite de nano-satellites. En octobre 2015, la NASA choisit de financer le développement du lanceur ainsi que celui de deux autres mini-lanceurs pour disposer d'une fusée adaptée à la mise en orbite des CubeSats. À la suite du retrait en août d'un des investisseurs européens, la société décide fin septembre 2016 d'arrêter son activité en mettant à pied ses 150 employés dans le cadre d'une mesure annoncée comme temporaire. Au printemps 2017, la société est réactivée grâce à son rachat par Noosphere Ventures, un de ses actionnaires d'origine. Le constructeur rebaptisé Firefly Aerospace abandonne la tuyère de type Aerospike au profit d'une propulsion plus classique,. Le lanceur effectue son premier vol début septembre 2021 mais celui-ci est un échec,,.

### Le programmeArtemis
L'agence spatiale américaine développe dans les années 2010 un programme dont l'objectif final est d'installer un avant-poste semi-permanent à la surface de la Lune occupé par des astronautes qui seront notamment chargés de mettre au point de nouvelles technologies permettant en cible de lancer une mission vers Mars. À l'initiative de l’exécutif américain, le planning des missions est accéléré en 2019 avec un objectif de première dépose d'un équipage dès 2024. L'ensemble du projet est baptisé programme Artemis. Avant de faire atterrir des hommes dans la région du pôle sud lunaire, la NASA veut lancer plusieurs missions robotiques ayant pour objectif d'effectuer une première reconnaissance. Ces missions doivent notamment étudier les caractéristiques de la glace d'eau présente, raison d'être de la sélection du pôle sud. Les autres objectifs sont l'étude de la géologie lunaire et de l'environnement pour préparer les premières missions avec équipage. Ces missions robotiques se poursuivront après le premier atterrissage d'un équipage sur le sol lunaire. En 2018, l'agence spatiale décide de confier la dépose de missions robotiques sur la surface lunaire à des sociétés privées dans le cadre d'un programme baptisé Commercial Lunar Payload Services à l'image de ce qui a été fait pour le ravitaillement et la relève des équipages de la Station spatiale internationale (programmes COTS et CCDeV). L'objectif de cette démarche est de réduire les coûts de l'exploration de la Lune (l'objectif est d'obtenir un coût d'un million US$ pour l'envoi d'un kilogramme de charge utile à la surface de la Lune) et d'accélérer les missions de retour d'échantillons et de prospection de ressources ainsi que de promouvoir l'innovation et la croissance des sociétés commerciales du secteur.

## Sélection deBlue Ghostpar la NASA
Pour répondre à l'appel d'offres de la NASA, Firefly Aerospace choisit de s'associer en juillet 2019 avec la société israélienne IAI qui a développé l'atterrisseur lunaire Beresheet pour le Google Lunar X Prize. Cet engin spatial a déjà volé en 2019 mais à la suite de la défaillance d'un gyroscope, il s'est écrasé à la surface de la Lune.
L'engin de Firefly est initialement baptisé Genesis (qui en anglais signifie Genèse, à quoi faisait aussi référence l'hébreu Beresheet, premier mot de la Génèse).
Cependant, en 2021, en raison de l'évolution des exigences du CLPS, Firefly détermine que Genesis ne répond plus aux exigences de la NASA et commence à travailler sur une nouvelle conception d'atterrisseur lunaire appelée Blue Ghost (Phausis reticulata (en), une espèce de luciole, en anglais : firefly), mais la collaboration avec IAI est maintenue. Initialement, il doit être placé en orbite par la fusée Firefly Alpha en cours de développement par la société, mais la puissance de celle-ci s'avère insuffisante pour transporter la charge utile de la NASA. Firefly Aerospace évoque son lanceur Beta mais celui-ci est à un stade de développement encore moins avancé,, et décide en mars 2021 de confier le lancement de l'atterrisseur lunaire à la fusée Falcon 9 de SpaceX. Celle-ci permet d'économiser les ergols de Blue Ghost dont la capacité d'emport passe de 100 à 150 kg. La capacité excédentaire doit être commercialisée.

## Caractéristiques techniques
Blue Ghost comprend deux ponts horizontaux et quatre pieds fixés sur les côtés de l'engin. Lorsqu'il est largué par son lanceur sur une orbite de transfert lunaire, Blue Ghost peut emporter une charge utile de 150 kilogrammes à la surface la Lune dont 100 kilogrammes sont réservés par la NASA dans le cadre de sa première mission. Sa durée de vie est limitée à une journée lunaire, soit 14 jours, car son alimentation électrique (panneaux solaires et batterie) n'est pas conçue pour faire face à une période aussi longue d'absence de rayonnement solaire. L'énergie, qui est fournie par des panneaux solaires fixes montés sur le corps de l'engin qui produisent 450 watts (300 Watts disponibles pour les charges utiles en surface), est stockée dans des batteries lithium-ion. La propulsion principale est prise en charge par des moteurs-fusées à ergols liquides brûlant des ergols hypergoliques (MMH / Peroxyde d'azote). Les communications avec la Terre sont assurées en bande X via une antenne grand gain et plusieurs antennes à faible gain. Le débit est de 10 mégabits par seconde sur la liaison descendante (antenne sur Terre de 13 mètres de diamètre) et de 2 kilobits par seconde sur la liaison montante.
Blue Ghost est un engin spatial conçu pour se poser sur la Lune (atterrisseur lunaire) en y amenant une charge utile dont la masse maximale est de 150 kilogrammes. Cette dernière peut être constituée d'instruments scientifiques, d'équipements spatiaux à tester ou d'astromobiles. Blue Ghost a une masse maximale de 2 700 kilogrammes en orbite et dispose de panneaux solaires qui fournissent 400 Watts à disposition de la plateforme et de la charge utile. L'engin spatial a une forme approximativement cubique et est haut de 2 mètres pour un diamètre de 3,5 mètres. Il se pose sur la Lune sur un train d'atterrissage  en composite carbone  constitué de quatre pieds fixés aux angles et légèrement inclinés par rapport à la verticale dont la structure en nid d'abeilles s'écrase pour absorber le choc de l'atterrissage. Les semelles des pieds comportent des capteurs qui déclenchent l'arrêt de la propulsion lors qu'ils détectent la surface. La structure est constituée par un treillis de 49 poutrelles en composite carbone qui permet d'allier rigidité et légèreté. La propulsion principale est assurée d'une part par un moteur-fusée à ergols liquides (bi ergols) de plus de 1000 Newtons de poussée qui est utilisé pour l'insertion en orbite lunaire et durant la phase de descente vers la surface de la Lune et d'autre part par quatre moteurs-fusées à ergols liquides modulable et totalisant 1600 Newtons de poussée qui sont utilisés pour maintenir l'orientation durant les phases propulsées et assurer un atterrissage en douceur. Douze petits moteurs à gaz froid sont utilisés pour maintenir l'orientation de l'engin spatial durant les phases non propulsées. Deux réservoirs contiennent respectivement le carburant méthylhydrazine et le comburant MON-3 utilisé par la propulsion principale. Par ailleurs l'hélium utilisé pour la pressurisation des ergols est stocké dans quatre réservoirs. Les communications avec la Terre sont assurées en bande X via une antenne grand gain et trois antennes à faible gain  en bande S. Le débit est de 10 mégabits par seconde sur la liaison descendante (antenne sur Terre de 13 mètres de diamètre) et de 2 kilobits par seconde sur la liaison montante permettant de transmettre des vidéos en haute définition,.

## Vols planifiés

### Mission M1
En mai 2019 une des missions du programme CLPS, baptisée Blue Ghost Mission One est confiée par la NASA à la société Firefly Aerospace  pour un montant qui est à l'origine de 93,3 million $. La mission doit déposer en 2023 dix instruments scientifiques et équipements à la surface du bassin lunaire de la Mare Crisium représentant une masse totale de 94 kilogrammes. La mission programmée initialement en 2023 a été lancée le 15 janvier 2025 par un lanceur Falcon 9 décollant du centre spatial Kennedy. La fusée transportait également le petit atterrisseur lunaire japonais Hakuto-R (deuxième mission baptisée RESILIENCE) qui doit également se poser à la surface de la Lune. L'atterrisseur Blue Ghost s'est posé le 2 mars près du Mons Latreille dans la mer des Crises (18,56 N, 61,81 E). Les instruments emportés sont, : 
- Le collecteur de régolithe PlanetVac
- Le rétro-réflecteur NGLR (en anglais : Next Generation Lunar Retroreflectors)
- Le télescope à rayons X LEXI (en anglais : Lunar Environment Heliospheric X-ray Imager)
- l'ordinateur durci RadPC (en anglais : Reconfigurable, Radiation Tolerant Computer System)
- Le sondeur magnétotellurique LMS (en anglais : Lunar Magnetotelluric Sounder)
- La sonde thermique LISTER (en anglais : Lunar Instrumentation for Subsurface Thermal Exploration with Rapidity)
- Le système de prélèvement d'échantillons de sol lunaire LPV (en anglais : Lunar PlanetVac)
- Les caméras stéréos SCALPSS (en anglais : CAmeras for Lunar Plume Surface Studies)
- Le bouclier anti-poussières lunaires EDS (en anglais : Electrodynamic Dust Shield).
- Le récepteur GPS LuGRE (en anglais : Lunar GNSS Receiver Experiment)

### Mission M2
La NASA sélectionne en mars 2023 la société Firefly Aerospace pour une mission qui doit placer en orbite lunaire un satellite relais Lunar Pathfinder développé par l'Agence spatiale européenne et à la surface de la Lune sur sa face cachée deux expériences. La mission, pour laquelle l'agence spatiale américaine verse  112 million $, est planifiée en 2026. Pour réaliser cette mission, un étage Elytra Dark fourni par Firefly Aerospace prend en charge le transfert des charges utiles (atterrisseur Blue Ghost et satellite Lunar Pathfinder) et après avoir délivré celles-ci reste en orbite lunaire et sert de relais de communications et de dispositif d'étalonnage pour Blue Ghost et les expériences déposées en surface. Les trois expériences emportées sont, :
- LuSEE-Night (Lunar Surface Electromagnetics Experiment-Night) est un prototype de récepteur radio qui doit effectuer pour la première fois une tentative de détection des émissions radio produites durant la période des Âges sombres  (jusqu'à 400 millions d'années après le Big Bang). La position de l'instrument sur la surface cachée de la Lune permet en choisissant le bon moment pour effectuer ces observations, de supprimer le bruit de fond radio produit par le Soleil, la Terre, Jupiter et Saturne. L'expérience résulte d'une collaboration de l'Université de Berkeley et du Laboratoire national de Brookhaven[22].
- Le satellite Lunar Pathfinder fourni par l'Agence spatiale européenne et développé par la société Surrey Satellite Technology qui sera placé sur une orbite lunaire servira de relais entre la Terre et la Lune pour les communications émises par les différents engins et expériences situés à la surface ou en orbite autour de la Lune. Les liaisons se font en bande X avec la Terre et en bande S et UHF avec la Lune[23].
- UT (User Terminal) est un équipement radio fonctionnant en bande S qui sera déposé au sol avec l'atterrisseur Blue Ghost et permettra de valider le protocole de communication radio avec le satellite Lunar Pathfinder et sera utilisé pour transmettre les données produites par l'instrument LuSEE-Night.

### Mission M3
La NASA sélectionne en décembre 2024 l'atterrisseur Blue Ghost pour une mission qui doit déposer six expériences à la surface de la Lune dans la région de Mons Gruithuisen Gamma sur la face visible de la Lune. La mission, qui est facturée 179 million $, est programmée pour 2028. Ces instruments dont la masse cumulée est de 97 kilogrammes sont, : 
- LVISE (Lunar Vulkan Imaging and Spectroscopy Explorer) est une suite comprenant deux instruments fixes et trois instruments mobiles qui doit étudier les roches et le régolithe pour déterminer leur origine et mieux comprendre les processus géologiques à l'œuvre sur les corps planétaires du début de la formation du système solaire. L'expérience est fournie par l'Université du Centre de la Floride.
- La caméra Heimdall mobile doit prendre une série de photos depuis le ciel jusqu'à sous l'atterrisseur. L'instrument est fourni par le Planetary Science Institute de Tucson en Arizona.
- L'expérience LVISE (Sample Acquisition, Morphology Filtering, and Probing of Lunar Regolith) est un bras robotique qui doit collecter des échantillons de la surface de la Lune à l'aide d'une pelle et utiliser un dispositif pour isoler des particules de différentes tailles. Cette expérience utilise une pièce de rechange des missions Mars Exploration Rover. L'expérience est fournie par la société Maxar Technologies.
- L'instrument LRONSLS (Low-frequency Radio Observations from the Near Side Lunar Surface) doit observer les fréquences radio à la surface de la Lune pour déterminer dans quelle mesure l'activité naturelle et celle produite par l'homme près de la surface peut générer des interférences avec les activités scientifiques. L'expérience est fournie par le Centre de vol spatial Goddard de la NASA.
- L'expérience PILS (Photovoltaic Investigation on the Lunar Surface) doit tester en conditions réelles une technologie de cellules photovoltaïques qui pourrait être utilisée sur les panneaux solaires de futures missions. L'expérience comprend également un instrument mesurant la charge électrique de l'environnement lunaire. L'expérience est fournie par le Centre de recherche Glenn de la NASA.
- L'instrument NMLS (Neutron Measurements at the Lunar Surface) est un spectromètre à neutrons qui doit évaluer les neutrons présent en surface, mesurer la quantité d'hydrogène et fixer des contraintes à la composition élémentaire. L'instrument est fourni par le Centre de vol spatial Marshall de la NASA.